# آرمان آدیکیان
آرمان آدیکیان (ارمنی: Արման Ադիկյան؛ زادهٔ ۱۰ نوامبر ۱۹۸۴) کشتی‌گیر مرد رشته فرنگی اهل ارمنستان است؛ که در جام جهانی کشتی ۲۰۱۰ در ایروان موفق به کسب مدال نقره شد. وی در وزن ۶۶ کیلوگرم فرنگی مردان در بازی‌های المپیک تابستانی ۲۰۰۸ به رقابت پرداخت.